# اچ‌ام‌اس لیچفیلد (۱۷۴۶)
اچ‌ام‌اس لیچفیلد (۱۷۴۶) (به انگلیسی: HMS Lichfield (1746)) یک کشتی بود که طول آن ۱۴۰ فوت (۴۲٫۷ متر) بود. این کشتی در سال ۱۷۴۶ ساخته شد.